# بدخیمی (فیلم ۲۰۱۳)
«بدخیمی» (به انگلیسی: Malignant) یک فیلم سینمایی آمریکایی در ژانر فیلم ترسناک به نویسندگی و کارگردانی برایان آونت بردلی محصول سال ۲۰۱۳ میلادی است. 